# Marcadores de Google
Marcadores de Google era un servicio gratuito para guardar marcadores de Internet, lanzado el 10 de octubre de 2005. El servicio permitía al usuario poseedor de una cuenta de Google guardar sus sitios web favoritos para leerlos más tarde, así como organizarlos mediante etiquetas y notas.
Google Bookmarks era uno de los servicios menos utilizados de Google, y había recibido críticas en cuanto a su interfaz de usuario complicada de usar y sus funciones limitadas en comparación a otros servicios.
El servicio fue eliminado por Google el 30 de septiembre de 2021.